# Antic Casino de Collbató
L'Antic Casino de Collbató és una obra de Collbató (Baix Llobregat) protegida com a Bé Cultural d'Interès Local.

## Descripció
Construcció de pedra i maó, formant un volum senzill de grans proporcions amb coberta a dues aigües de teula ceràmica plana de color tradicional. El local té una distribució simètrica que li atorga harmonia de formes: dues portes d'arc de mig punt a cada costat i un sostre interior de fusta. L'interior i la coberta van ser rehabilitats els anys 1996 i 97 per tal de destinar el local al seu ús actual com a lloc d'esbarjo i reunió.

## Història
El local era conegut popularment com la "sala de baix". Va ser construït per subscripció popular per fer-hi un lloc d'esbarjo, en competència amb l'altre local, la "sala de dalt". Posteriorment es va destinar a fàbrica d'orgues i a magatzem de fustes. Durant dècades va romandre abandonat. Per al poble té un gran valor sentimental, ja que ha estat durant molt temps un lloc de trobada i esbarjo al bell mig del nucli antic. Incomprensiblement, no va ser inclòs a la llista d'edificis a protegir per la revisió del Pla general d'ordenació urbana de 1982.